# Arnschwang
Arnschwang er en kommune i Landkreis Cham i Regierungsbezirk Oberpfalz i den østlige del af den tyske delstat Bayern.

## Geografi
Kommunen ligger hvor Bayerischer Wald går over i Böhmerwald cirka 16 kilometer nordøst for landkreisens administrationsby Cham.

### Inddeling
Kommunen har 24 landsbyer og bebyggelser:
| - Arnschwang - Berghäusl - Blumhof - Dürnberg - Eichmühle - Elst - Enklarn - Faustendorf | - Grasfilzing - Herrenwies - Holzhof - Kalkofen - Kellerweg - Kuglhof - Lederhof - Lindhof | - Mühlberg - Nößwartling - Rumplmühle - Tradthaus - Tretting - Warmleiten - Weihermühle - Zenching |